# دائرة مليانة
دائرة مليانة إحدى دوائر ولاية عين الدفلى الجزائرية. عاصمتها هي مليانة وتضم بلديات: 
- مليانة
- بن علال

## الشؤون الدينية

### المساجد
تحتوي هذه الدائرة على العديد من المساجد التي تشرف عليها مديرية الشؤون الدينية والأوقاف لولاية عين الدفلى تحت وصاية وزارة الشؤون الدينية والأوقاف.
- مسجد الرحمن
- مسجد سعد بن أبي وقاص
- مسجد سيدي أحمد بن يوسف
- مسجد علي سماعين
- مسجد قرقاح
- مسجد عين البرقوق
- مسجد الحمامة
- مسجد عين الكرمة

### الزوايا
- «زاوية سيدي أحمد بن يوسف» بمليانة.[1]